# 3 (album)
3 är bandet Peace, Love and Pitbulls sista studioalbum och även det av gruppens album som sålde bäst i Sverige. Det gavs ut 1997 på skivbolaget MNW. I USA och Tyskland släpptes albumet av andra bolag.

## Låtlista
Samtliga låtar skrivna av Joakim Thåström och Hell utom spår 11 av Thåström och "Lipp".
1. "Black Dog Bliss" - 4:22
2. "Kemikal" - 4:53
3. "Caveman" - 4:00
4. "Celebration" - 3:00
5. "Satellite Lullaby" - 6:19
6. "Zeroes and Ones" - 3:43
7. "Move Like a Menace, Part 1" - 3:50
8. "Youth" - 6:05
9. "White White White" - 3:07
10. "Monster Song" - 3:32
11. "Takin' War Out of Men" - 4:38

## Banduppsättning
- Thåström (Joakim Thåström) - sång
- Hell (Niklas Hellberg) - gitarr, bas, keyboard, programmering
- Richard Sporrong - gitarr, programmering

### Gästmusiker
- Stefan Brisland-Ferner - violin
- Jonas Lindgren - violin
- Mikael Westerlund - körsång
- Mikael Svanberg - körsång
- Mikael Wikman - trummor